# Vincent Ravalec
Pour les articles homonymes, voir Ravalec.
Vincent Ravalec est un écrivain, réalisateur, scénariste, éditeur, et producteur français né le 1er avril 1962 à Paris.

## Parcours
Il est né le 1er avril 1962,. Sa scolarité s'arrête en troisième au profit d'un apprentissage en menuiserie. Mais il se consacre à l'écriture tout en réalisant des courts métrages.
Influencé par les grands mythes des années 1970 et une certaine littérature américaine (Carlos Castaneda, Allen Ginsberg), proche de Frank Margerin et de l'univers des Humanoïdes associés, Vincent Ravalec commence à publier des textes littéraires et à écrire des scénarios au tout début des années 1990. Son premier roman, Cantique de la racaille, sorti en 1994, remporte le premier prix de Flore,.
Scénariste, réalisateur et producteur, il crée une maison de production de cinéma, Les Films du garageet un studio Circle Time Studio, dédié aux nouvelles technologies. 
Il intervient également comme formateur dans des stages autour de l’écriture ou dans des écoles de cinéma. Passionné de nouvelles écritures, il écrit et réalise des films en réalité virtuelle, mais aussi des livres, des dessins animés et des fictions plus classiques à l'écran. Editeur chez Fayard il a co-créé la collection Fayard Graffik.
Il est Chevalier de l'Ordre du Mérite.

## Réalisateur et scénariste
- 1993 : Par-delà l’ère glaciaire, 3 min, noir et blanc
- 1996 : Le Dur Métier de policier, 10 min, couleur, avec Olivier Marchal et Sotigui Kuyaté
- 1996 : Joséphine et les gitans, 30 min, couleur, avec Miou-Miou et Claire Nadeau
- 1998 : Cantique de la racaille, avec Yvan Attal, Marc Lavoine, Samy Naceri, Claire Nebout et Olivier Gourmet, 90 min, couleur
- 2000 : La Merveilleuse Odyssée de l'idiot Toboggan (inclus : « Les mots de l’amour », « Never twice », « Une prière vers le ciel », « Portrait des hommes qui se branlent », « Le Masseur », « Voyage sur la terre », « Conséquences de la réalité des morts », « Les Autruches », « L’amour dans les saunas », «Pourrissures des putréfactions mortes », « Attirance envers le vide »), avec Marianne Denicourt, Élodie Bouchez, Artus de Penguern, Yann Collette, Alex Descas, et la voix de Charlotte Gainsbourg, 90 min, N&B et couleur
- 2001 : Les Arts magiques, série télé documentaire, 10 x 6 min
- 2001 : La Transgression sur l'autoroute..., court métrage, série « L'Érotisme vu par... »
- 2005 : Une orange roulant doucement sur le sol d’un parking (film expérimental de VJ Milosh)
- 2006 : Le Ballon qui rebondissait, avec Jackie Berroyer
- 2008 : Le Garçon au sac, 3 min, couleur, avec Elettra Rossellini et Denis Lavant
- 2010 : Addicts, web-fiction pour Arte, 80 x 3 min, couleur, avec Florence Loiret Caille, Marilyne Canto et Antoine Chappey
- 2011 : Addicts, version longue, 90 min, avec Marilyne Canto et Antoine Chappey
- 2013 : Zéro G, un petit vol sans gravité, avec l'apparition de Thomas Pesquiet
- 2017 : Crapule, une vie de voyou, co-réalisé avec Benjamin Ravalec
- 2018 : Fan Club, long métrage en VR avec Mathieu Kassovitz, Sylvie Testud, Denis Lavant et Arthur H.

## Scénariste
- 1997 : Un pur moment de rock n roll, de Manuel Boursignac, avec Vincent Elbaz et Samy Naceri
- 2008 : 15 ans et demi, de Sorriaux et Desagnat, avec Daniel Auteuil
- 2008 : JCVD, de Mabrouk El Mechri, avec Jean-Claude Van Damme
- 2012 : Vive la crise, de et avec Anne Roumanoff (3 épisodes)
- 2013 : La voix des steppes, avec Gérard Depardieu
- 2019 : The Room, de Christian Volckman
- 2019 : Debout, de Stephane Haskell (voix off)
- 2019 : Sun, de Jonathan Desoindre, Ella Kowalska (consultant)
- 2024: Solstice, d'Amélie Ravalec, Winner - Best Sci-Fi - Crown Point International Film Festival, USA Winner - Best Sci-Fi - Swedish International Film Festival, Sweden Winner - Best Fiction - American Golden Picture International Film Festival, USA Winner - Best Experimental Film - All that Moves International Film Festival, Argentina Winner - Best Art Film - Heart Of Europe International Film Festival, Slovakia Winner - Best Experimental Film - The French Duck Film Festival, France Winner - Best Experimental Film - Moss Farm in Montreal, Canada Winner - Best Medium-length Film  Madrid Film Awards, Spain Finalist - Best Sci-Fi - Anatolia International Film Festival, Turkey Finalist - Best Short Narrative Film - Orion International

Ravalec a également travaillé comme consultant, dialoguiste pour : Ramona Productions, The Film, Acajou, Brio Film, Cipango, 22 juillet, TF1 Production, Hérodiade, Mascaret, Ajoz, La Petite Reine...

## Réalité virtuelle
- 2016 : Fan Club, teaser, réalisateur et coproducteur avec a_Bahn, avec Clotilde Courau, Mathieu Kassovitz, Denis Lavant. Sélection Next Cannes 2016, Locarno, Genève, Dijon, Screen4All, Angers.
- 2017 : L'Opéra de Paris
- 2018 : Le musée d'Orsay
- 2019 : L'agriculture française

## Écrivain

### Romans
- 1994 : Cantique de la racaille (Flammarion)
- 1996 : Wendy, biographie d'une sainte (Flammarion)
- 1997 : Nostalgie de la magie noire (Flammarion)
- 2000 : Les Souris ont parfois du mal à gravir la montagne (Seuil)
- 2001 : L'Effacement progressif des consignes de sécurité (Flammarion)
- 2004 : Wendy2, ou Les secrets de Polichinelle (Flammarion)
- 2006 : La Vie miraculeuse du clochard André (Flammarion)
- 2007 : Hépatite C, récit (Flammarion)
- 2008 : Héros, personnages et magiciens (Fayard)
- 2010 : Cantique de la racaille, Opus 2 (Fayard)[4]
- 2016 : Bonbon désespéré (Le Rocher)[5]
- 2018 : Sekt 1 L'Origine du venin (TohuBohu)
- 2018 : Sainte-Croix les Vaches 1 Le Seigneur des Causses (Fayard) — Prix du Cabri d'or
- 2019 : Sainte-Croix les Vaches 2 Le Retour d'Horace (Fayard)
- 2020 : Sainte-Croix les Vaches 3 La Fin des haricots (Fayard)
- 2023 : Mémoires intimes d'un pauvre vieux essayant de survivre dans un monde hostile (Fayard)

### Nouvelles
- 1992 : Un pur moment de rock 'n' roll (Le Dilettante)
- 1993 : Les Clefs du bonheur (Le Dilettante)
- 1995 : Vol de sucettes (Le Dilettante)
- 1995 : Recel de bâtons (Le Dilettante)
- 1996 : La Vie moderne (Le Dilettante)
- 1999 : Treize contes étranges (Le Dilettante)
- 2004 : Nouvelles du monde entier (Seuil)
- 2009 : Nouvelles du monde entier II (Fayard)
- 2021 : Intégrales des Nouvelles (Diable Vauvert)

### Essais
- 1995 : L'Auteur (Le Dilettante) — Prix des Bouquinistes ; originellement publié pour les 10 ans du Dilettante
- 1996 : PEP : projet d'éducation prioritaire (Mille et une nuits)
- 2001 : Pour une nouvelle sorcellerie artistique (Librio)
- 2004 : Bois sacré : initiation à l'iboga (Au diable Vauvert), avec Agnès Paicheler Mallendi
- 2009 : Le Retour de l'auteur (Le Dilettante)
- 2012 : Proprio, suivi de Comment financer sa retraite en devenant (un bon) propriétaire (Au diable Vauvert), illustrations de Jean-Claude Denis
- 2020 : L'Art du beau mensonge : manuel de qualité à l'usage des auteurs, scénaristes et écrivains (Marabout)

### Poèmes
- 2004 : Une orange roulant sur le sol d'un parking (Au diable Vauvert)
- 2015 : Les Insectes (Le Bourdaric)

### Jeunesse
- 2000 : Pourquoi les petits garçons ont-ils toujours peur que leur maman les abandonne dans une forêt sombre et noire ? (Seuil)
- 2004 : Ma fille a 14 ans (Librio)
- Les Aventures d’Arthur et Violette
  - 2006 : Les Filles sont bêtes, les garçons sont idiots (Panama)
  - 2007 : Le Président ne peut pas être un imbécile (Panama)
  - 2008 : Bons à rien, prêts à tout (Panama)
  - 2010 : Le Fiancé de ma mère est un escroc (Panama)
- 2008 : La Foire aux nains (Le Rouergue)
- 2008 : 15 ans et demi (Flammarion)

### Bandes dessinées et livres illustrés
- 2001 : L'Utilisation maximum de la douceur (Seuil), illustrations de Lamia Ziadé
- 2007 : Croyez-en moi — La Clé du pouvoir (Albin Michel), dessins de Yoann
- 2008 : Mon blog est un cœur qui bat (Vents d'Ouest), dessins de Dominique Mermoux
- 2009 : Tokyo Girls — Opération chéris charmants (Delcourt), dessins de Ludwig Alizon[6]
- 2023 : Jean-Christian Petitfils, Jesus (Fayard), version graphique mis en page et illustré par Vincent Ravalec
- 2023 : Hugo Clément, Le Théorème du Vaquita (Fayard), textes en collaboration avec Vincent Ravalec, dessins de Dominique Mermoux

### Paroles
Vincent Ravalec est auteur de textes pour les chansons françaises :
- « Myriam » et « Les Embouteillages » sur l'album Lavoine Matic (1996) de Marc Lavoine
- « Les Larmes de gloire » et « Partie de cartes » sur l'album Sang pour sang (1999) de Johnny Hallyday
- Un texte inédit (non mis en musique) pour l'album N'importe où, hors du monde (2011) de Weepers Circus
- « À nos amours », sur l'album À nos amours (2017) de Julien Clerc

Il a écrit également pour Philippe Uminsky et Philippe Deletrez.

### Ouvrages collectifs
- 1992 : Mauvais garçon (Spengler)
- 1993 : Catch my soul (L'Incertain)
- 2002 : Opération Yesterday (Seuil)
- 2002 : Les Mondes extraordinaires de Corto (Géo)
- 2003 : Dix nouvelles du Prix de Flore (Flammarion)
- 2003 : Vu de la Lune (Gallimard)
- 2004 : Révélations (Librio)
- 2005 : Les Écrivains aux fourneaux (Albin Michel)
- 2005 : Pierre Bonnasse, Les Voix de l'Extase : l'expérience des plantes sacrées en littérature (Trouble-Fête), avec un texte de Ravalec
- 2008 : Plantes et chamanisme : conversations autour de l’ayahuasca et de l’iboga (Mama), avec Jeremy Narby et Jan Kounen
- 2009 : Maman je t'aime (Vents d'Ouest)
- 2019 : Coloc Bio, le guide (Mama), avec Valérie Degenne et Amélie Ravalec

## Contributions pour la presse
Vincent Ravalec a publié des textes dans divers périodiques, dont : Le Monde, Libération, Les Inrocks, Le Figaro, Paris-Match, VSD, Femmes, Géo, DBD, Elle, Ouest-France, et Landes Magazine.

## Prix
- 1993 : Prix de Flore, pour Cantique de la Racaille
- 1995 : Prix de la recherche à Clermont Ferrand pour Portraits des hommes qui se branlent
- 1997 : Prix des bouquinistes, pour L'Auteur[7]
- 2000 : Disque de Diamant pour Sang pour sang de Johnny Hallyday
- 2010 : Prix de l'innovation festival de Genève, pour Addict
- 2018 : Prix du Cabri d'or, pour Sainte-Croix les Vaches